# Tournoi britannique de rugby à XV 1894
Navigation
Tournoi 1893 Tournoi 1895
Le tournoi britannique de rugby à XV 1894 (6 janvier-17 mars 1894) est remporté par l'Irlande. C'est le premier titre irlandais depuis les débuts du tournoi britannique.
À propos du match Irlande - pays de Galles, un journaliste de The Irish Times emploie pour la première fois l'expression de Triple couronne (Triple Crown en anglais) pour qualifier la victoire finale de l'Irlande invaincue dans ce tournoi. Ce nom de Triple couronne est désormais consacré par l'usage.

## Classement
| Rang | Nations            | J | V | N | D | PP | PC | Δ   | Pts |
| ---- | ------------------ | - | - | - | - | -- | -- | --- | --- |
| 1    | Irlande            | 3 | 3 | 0 | 0 | 15 | 5  | +10 | 6   |
| 2    | Angleterre         | 3 | 1 | 0 | 2 | 29 | 16 | +13 | 2   |
| 2    | Écosse             | 3 | 1 | 0 | 2 | 6  | 12 | -6  | 2   |
| 2    | Pays de Galles (T) | 3 | 1 | 0 | 2 | 10 | 27 | -17 | 2   |

- Attribution des points de classement Pts :
  - 2 points pour une victoire
  - 1 point en cas de match nul
  - rien pour une défaite.
- L'Angleterre, bien que deuxième, a les meilleures attaque et différence de points.
- Vainqueure, l'Irlande détient seulement la meilleure défense.

## Résultats
Les matches se jouent le samedi :
| 6 janvier 1894 0Parc Birkenhead, Liverpool         | Angleterre     | 24 - 3 | Pays de Galles |
| 3 février 1894 0Rectory Field, Blackheath, Londres | Angleterre     | 05 - 7 | Irlande        |
| 3 février 1894 0Rodney Parade, Newport             | Pays de Galles | 07 - 0 | Écosse         |
| 24 février 1894 0Lansdowne Road, Dublin            | Irlande        | 05 - 0 | Écosse         |
| 10 mars 1894 0Ulster Cricket Ground, Belfast       | Irlande        | 03 - 0 | Pays de Galles |
| 17 mars 1894 0Raeburn Place, Édimbourg             | Écosse         | 06 - 0 | Angleterre     |

## Les feuilles de match

### Angleterre - pays de Galles
| 6 janvier 1894 | Angleterre Capitaine : D Lockwood                                                                                      | 24 -3 (9-0) | Pays de Galles Capitaine : A Gould | Parc Birkenhead, Birkenhead 5 000 spectateurs Arbitre : J Smith |
| 6 janvier 1894 | Essai(s) : 4 Bradshaw, S Morfitt, Lockwood, E Taylor Transformation(s) : 4/4 Lockwood (3), E Taylor Drop(s) : E Taylor |             | Essai(s) : Parfitt                 | Parc Birkenhead, Birkenhead 5 000 spectateurs Arbitre : J Smith |
| 6 janvier 1894 | |             |                                    | Parc Birkenhead, Birkenhead 5 000 spectateurs Arbitre : J Smith |

### Angleterre - Irlande
| 3 février 1894 | Angleterre Capitaine : D Lockwood                | 5 - 7 | Irlande Capitaine : E Forrest          | Rectory Field, Blackheath 5 000 spectateurs Arbitre : J Smith |
| 3 février 1894 | Essai(s) : Lockwood Transformation(s) : E Taylor |       | Essai(s) : J Lytle Drop(s) : E Forrest | Rectory Field, Blackheath 5 000 spectateurs Arbitre : J Smith |
| 3 février 1894 |                                                  |       |                                        | Rectory Field, Blackheath 5 000 spectateurs Arbitre : J Smith |

### Pays de Galles - Écosse
| 3 février 1894 | Pays de Galles Capitaine : A Gould         | 7 - 0 | Écosse Capitaine : G McGregor | Rodney Parade, Newport Arbitre : E Holmes |
| 3 février 1894 | Essai(s) : Fitzgerald Drop(s) : Fitzgerald |       |                               | Rodney Parade, Newport Arbitre : E Holmes |
| 3 février 1894 |                                            |       |                               | Rodney Parade, Newport Arbitre : E Holmes |

### Irlande - Écosse
| 24 février 1894 | Irlande Capitaine : E Forrest                  | 5 - 0 | Écosse Capitaine : J Boswell | Lansdowne Road, Dublin Arbitre : H Ashmore |
| 24 février 1894 | Essai(s) : H Wells Transformation(s) : J Lytle |       |                              | Lansdowne Road, Dublin Arbitre : H Ashmore |
| 24 février 1894 |                                                |       |                              | Lansdowne Road, Dublin Arbitre : H Ashmore |

### Irlande - pays de Galles
| 10 mars 1894 | Irlande Capitaine : E Forrest | 3 - 0 | Pays de Galles Capitaine : F Hill | Ulster Cricket Ground, Belfast Arbitre : R Rainie |
| 10 mars 1894 | Pénalité(s) : J Lytle         |       |                                   | Ulster Cricket Ground, Belfast Arbitre : R Rainie |
| 10 mars 1894 |                               |       |                                   | Ulster Cricket Ground, Belfast Arbitre : R Rainie |

### Écosse - Angleterre
| 17 mars 1894 | Écosse Capitaine :J Boswell | 6 - 0 | Angleterre Capitaine : E Taylor | Raeburn Place, Édimbourg 12 000 spectateurs Arbitre : W Wilkins |
| 17 mars 1894 | Essai(s) : 2 J Boswell      |       |                                 | Raeburn Place, Édimbourg 12 000 spectateurs Arbitre : W Wilkins |
| 17 mars 1894 |                             |       |                                 | Raeburn Place, Édimbourg 12 000 spectateurs Arbitre : W Wilkins |